# Kloster Himmelkron

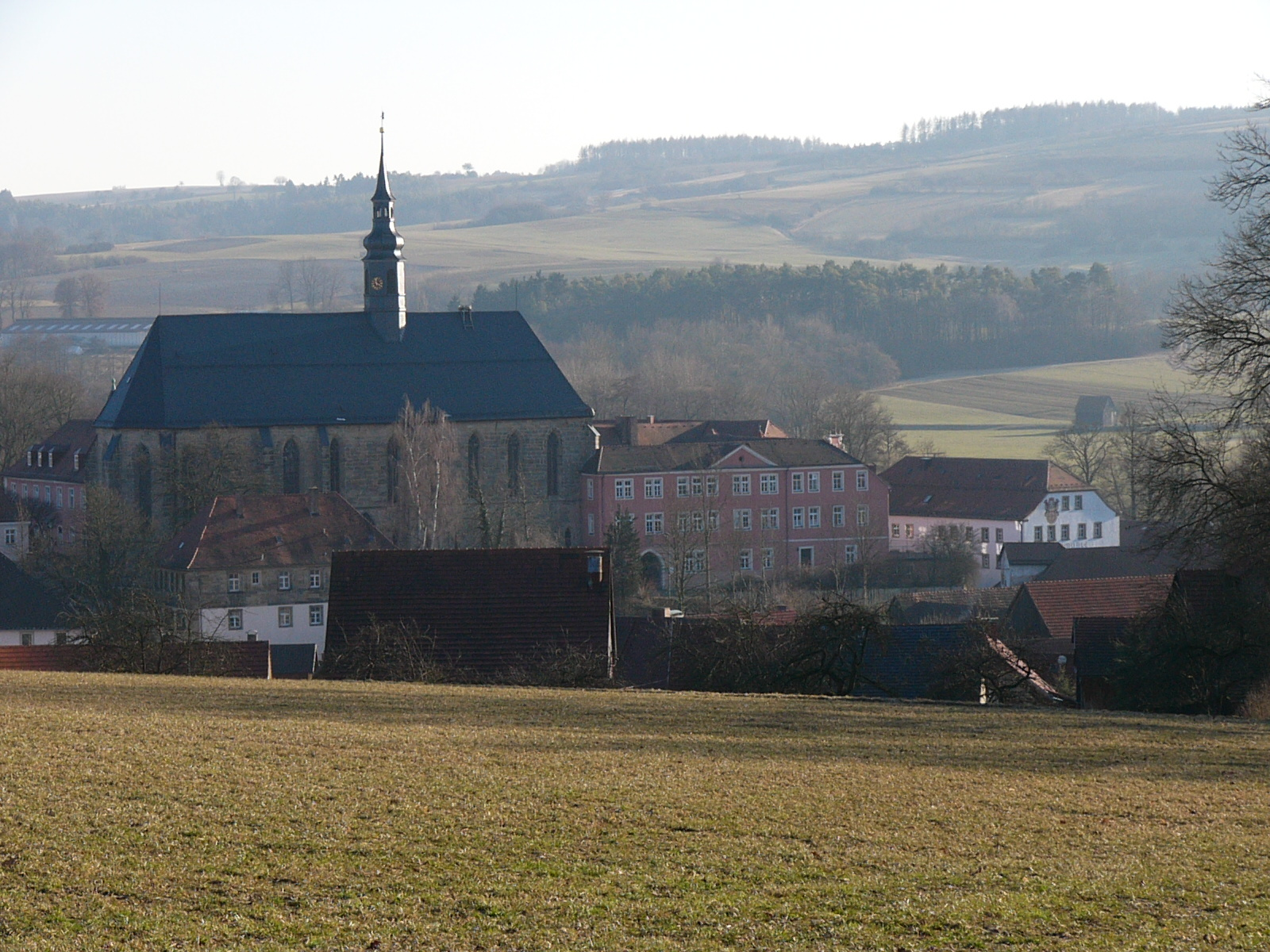
Kloster Himmelkron von Norden

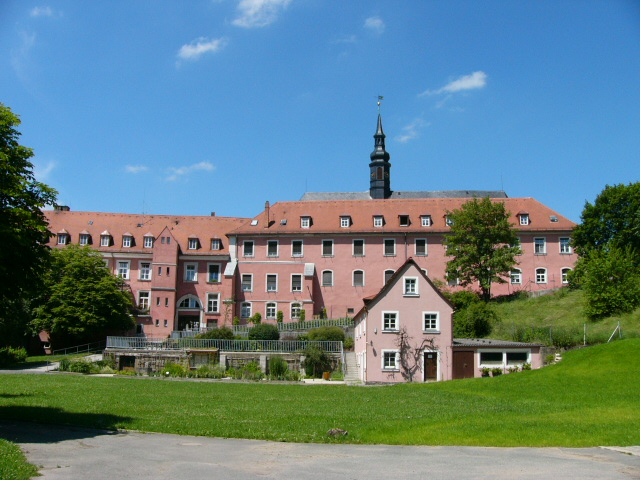
Kloster Himmelkron von Süden

Das Kloster Himmelkron liegt in Himmelkron im Landkreis Kulmbach in Oberfranken. Vom 13. bis zum 16. Jahrhundert war es eine Zisterzienserinnen-Abtei in der Diözese Bamberg. Danach diente es den Bayreuther Markgrafen bis zum 19. Jahrhundert als Sommerresidenz und Jagdschloss. Heute ist es Wohnheim und Tagesstätte für Menschen mit geistiger Behinderung.
Die ursprünglich gotische Klosterkirche wurde im 17. und 18. Jahrhundert barockisiert. Heute ist die Stiftskirche St. Maria eine evangelisch-lutherische Pfarrkirche. Von den übrigen Gebäuden des Klosters ist nur noch ein Flügel des gotischen Kreuzgangs erhalten, die heutigen Gebäude stammen überwiegend aus dem 16. bis 18. Jahrhundert. Der gesamte Gebäudekomplex ist sowohl als Baudenkmal als auch als Bodendenkmal in die Bayerische Denkmalliste eingetragen.

## Geschichte

### Gründung

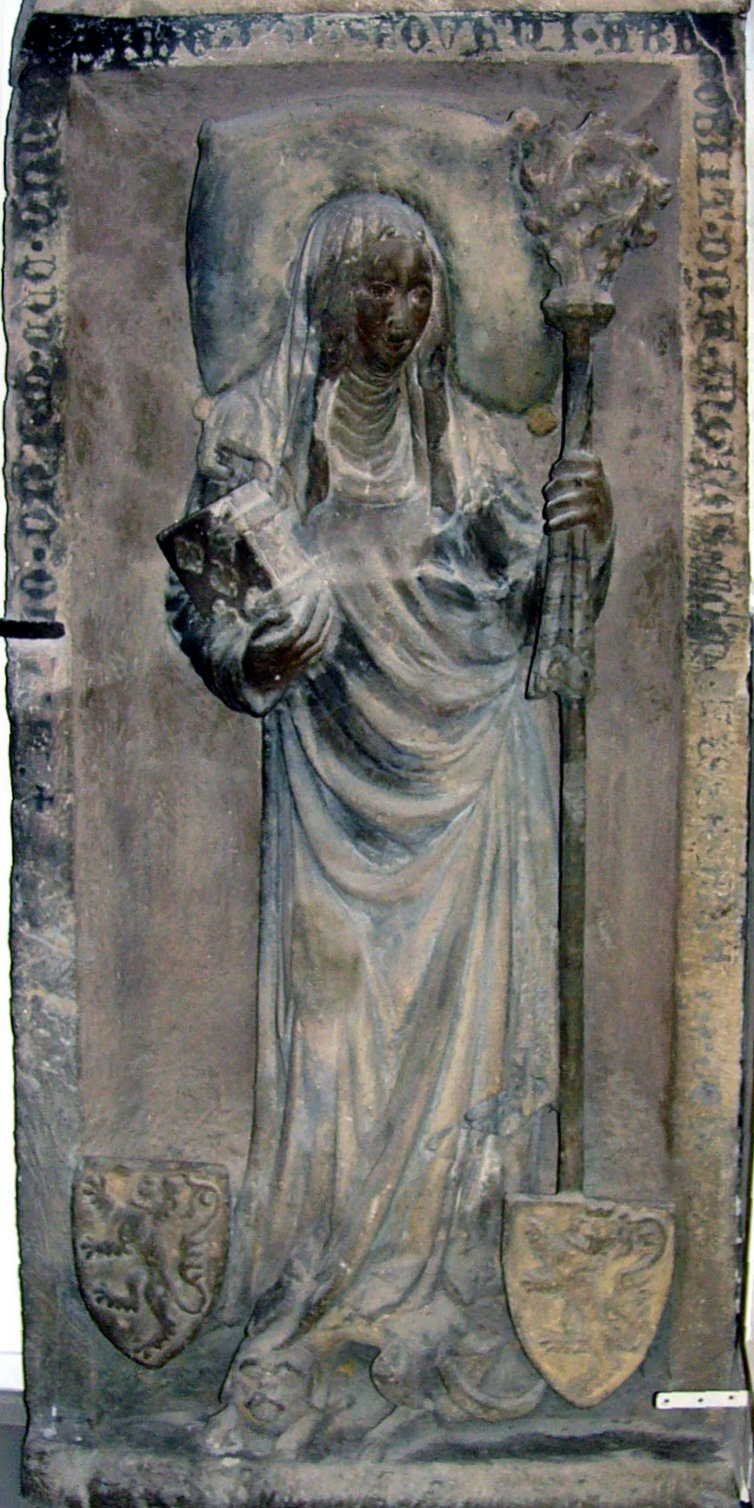
Epitaph der Äbtissin Agnes von Weimar-Orlamünde († 1354)

Das Kloster wurde 1279 durch Graf Otto III. (IV.) von Weimar-Orlamünde gegründet. Über seine Mutter Beatrix hatte der Orlamünder aus dem Erbe der Andechs-Meranier die Herrschaft Plassenburg erhalten, zu der auch das Dorf Pretzendorf gehörte. Otto ließ das Schloss Pretzendorf in ein Kloster umwandeln. Neben dem Schloss und dem Dorf Pretzendorf schenkte Otto dem Kloster die umliegenden Felder, Wiesen und Wälder sowie die Orte Hardt, Nemhards und Boschendorf. Das Gebiet gehörte zum Bistum Bamberg, dessen Bischof damals Berthold von Leiningen war.
Die Stiftungsurkunde vom 28. Dezember 1279 nennt als Zweck der Stiftung, dass Otto sein Gedächtnis der Nachwelt überliefern und etwas für sein Seelenheil tun wollte. In dem Stiftungsbrief wird auch der Name Himmelkron für das neue Kloster genannt. Die Übertragung dieses Namens auf das Dorf Pretzendorf erfolgte allerdings erst im 16. Jahrhundert. Als Zeugen sind neben Vertretern des lokalen Adels auch Persönlichkeiten aufgeführt, die die Verbindung zu den Klöstern Sonnefeld und Langheim deutlich machen. Dazu zählten der Gründer des Sonnefelder Klosters Heinrich II. von Sonneberg, der Magister Bruder Gottfried aus Sonnefeld und der Abt des Klosters Langheim, der die Entwicklung des Klosters Himmelkron als Visitator weiter begleitete.
Erste Nonnen des neu errichteten Klosters stammten wohl aus dem Kloster Sonnefeld, der nächstgelegenen Niederlassung der Zisterzienserinnen. Die Überlieferung nennt Ottos Tochter Agnes als erste Äbtissin. Aufgrund des großen Zeitraums zwischen der Klostergründung 1279 und ihrem Tod 1354 und weil Agnes in dem Stiftungsbrief nicht erwähnt wird, wird jedoch angenommen, dass es in der Anfangszeit des Klosters zumindest eine weitere Äbtissin oder Priorin gegeben hat.

### Weitere Entwicklung

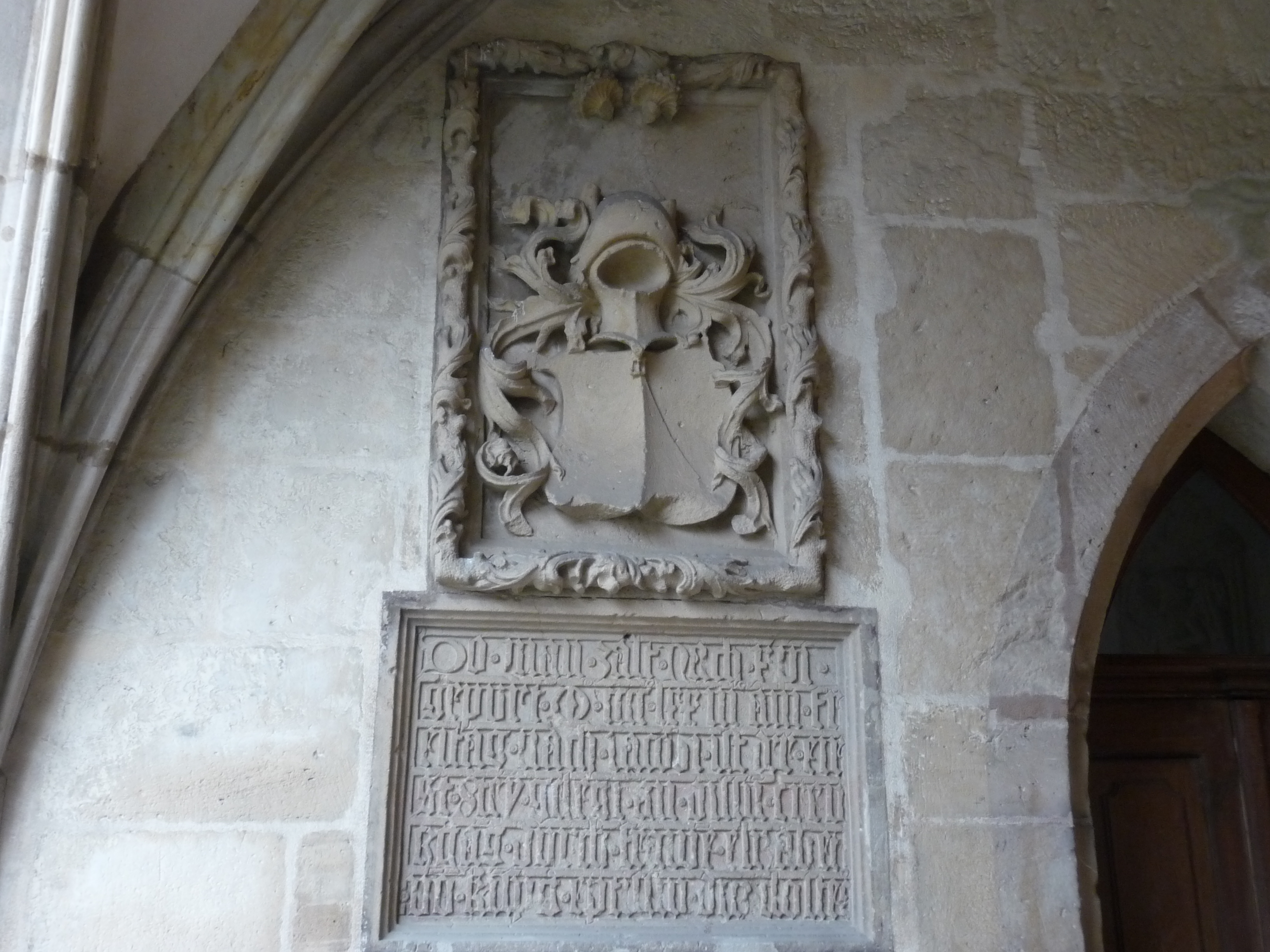
Gedenktafel an Elisabeth von Künsberg als Erbauerin des Kreuzgangs

Für die Zeit von 1398 bis 1547 lässt sich die Grundherrschaft des Klosters als nahegelegener Streubesitz erfassen. Er reichte im Süden bis in den Bayreuther Raum und grenzte im Südosten an die Warme Steinach. Während im Südosten der Rote Main eine weitere natürliche Grenze bildete, gab es darüber hinaus Besitz im Umfeld von Thurnau. Im Norden endete die Grundherrschaft an der Schorgast. Im Nordosten gab es Besitzungen in Stammbach, Mussen und bis in den Hofer Raum.
Die Geschichte des Klosters ist meist nur über Kriegsereignisse oder größere Bautätigkeiten der Äbtissinnen fassbar. In den Hussitenkriegen gelangten die Hussiten 1430 in die Gegend und brandschatzten unter anderem das nahegelegene Kulmbach. Größere Schäden am Kloster Himmelkron sind aber nicht überliefert. So wurden in der Folge keine größeren Wiederaufbauarbeiten erwähnt und viele Kunstwerke überdauerten die Zeit. Die Äbtissinnen Elisabeth von Künsberg (1460–1484) und Magdalena von Wirsberg (1499–1522) entfalteten eine rege Bautätigkeit, von der noch Wappensteine und Inschriften zeugen. Die bedeutendste Baumaßnahme Elisabeths war wohl 1473 die Errichtung des Kreuzganges mit seinen vielen künstlerischen Elementen. Magdalena erweiterte die Klosterkirche um einen Flügel. Unterbrochen waren diese beiden Bauphasen von der Zeit Margaretas von Zedtwitz (1484–1499), als das Kloster unter schwierigen wirtschaftlichen Verhältnissen litt. Klostergebäude wurden ruinös und die Bewirtschaftung der Ländereien gelang nur unvollständig. Vom Bauernkrieg ab 1524 war der Oberland genannte Teil des Markgraftums Brandenburg-Kulmbach weniger betroffen. In Bayreuth sammelten sich offenbar einige Aufrührer, die Schäden des Klosters, z. B. die Entwendung eines silbernen Kreuzes, blieben jedoch gering, und Personen nahmen keinen Schaden. Auch im Zweiten Markgrafenkrieg führten Plünderungen nur zu einigen Verlusten aus dem Inventar.

### Niedergang

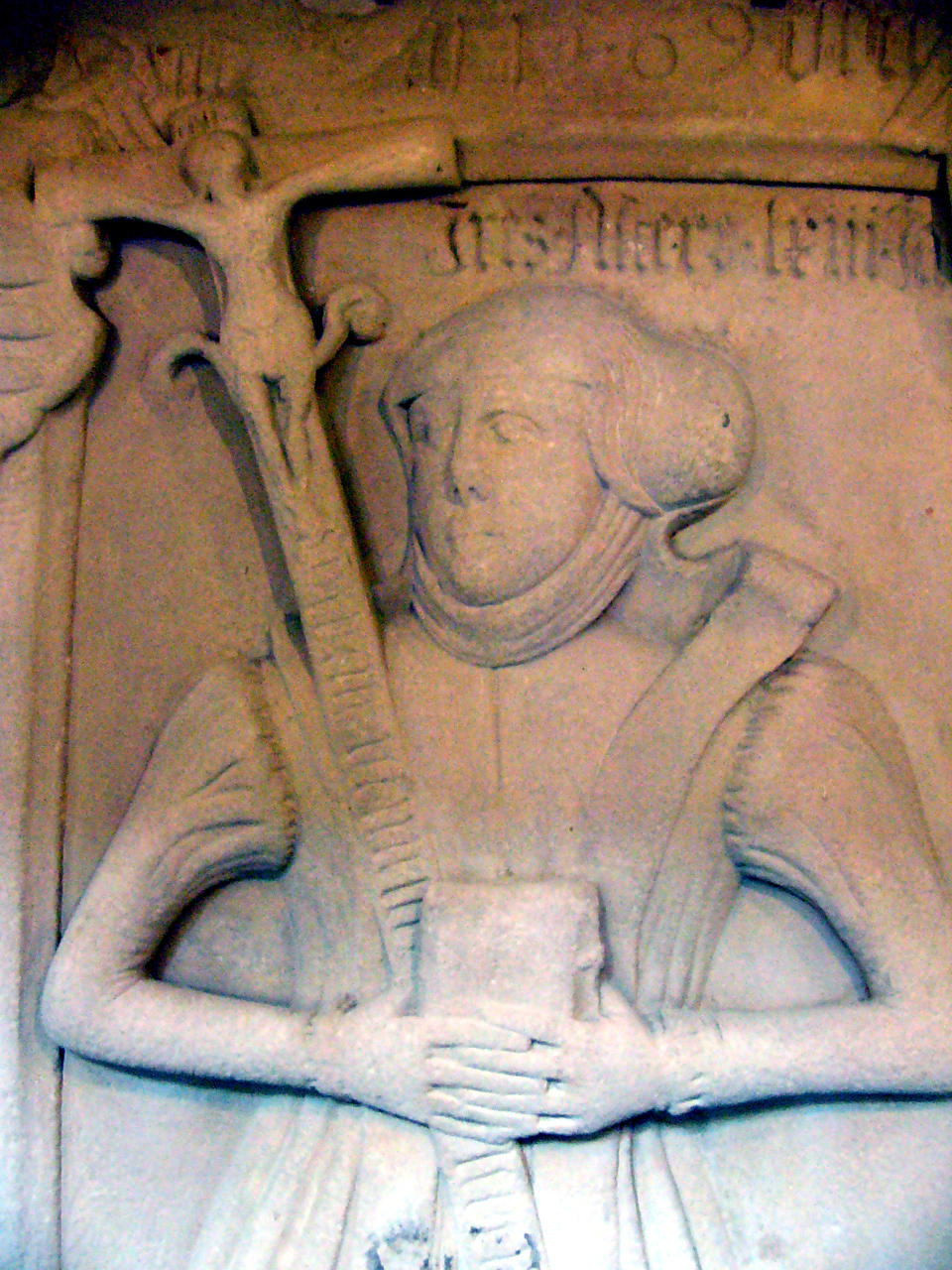
Epitaph der letzten Äbtissin Margarethe von Döhlau († 1569)

In der Zeit der Äbtissin Apollonia von Waldenfels zog die Reformation in die Region ein und fand in der Bevölkerung und bei den Geistlichen Zuspruch. Markgraf Georg, ein früher Anhänger Martin Luthers, forcierte die Übertritte zum Protestantismus und ließ eine gewaltsame Vertreibung von Nonnen aus Himmelkron und Hof zu, sofern sie nicht die neue Konfession annahmen. Der Bamberger Bischof Weigand von Redwitz legte deswegen 1529 Beschwerde beim Schwäbischen Bund ein. Die Entwicklung war aber nicht aufzuhalten. Der in Himmelkron eingesetzte markgrafenfreundliche Prediger Johannes Behaim kritisierte von der Kanzel die Äbtissin Apollonia und die Priorin Dorothea von Wirsberg.
Die letzte Äbtissin von Himmelskron, Margarethe von Döhlau, wurde 1544 unter Albrecht II. Alcibiades eingesetzt. Dies gab dem Markgrafen Gelegenheit, der Äbtissin Auflagen für ihre Amtsführung zu machen und Einblick in das Leben im Kloster und dessen Ausstattung zu nehmen. Bereits 1545 wurde Margarethe als Äbtissin abgesetzt und mit einer Rente versorgt. Mit den Einkünften des Klosters sollte nun Prinzessin Barbara († 17. Juni 1591), eine Cousine Albrechts, die sich zuvor im Kloster Heilsbronn aufhielt, unterhalten werden. 1548 wurde Margarethe wieder als Äbtissin eingesetzt; sie ging zum Protestantismus über. Die Anzahl der Nonnen ging bis 1560 auf zwei zurück. Margarethe wandelte schließlich einen Teil des Klosters in eine Schule für adelige Mädchen um. Die Schule bestand nur bis zum Ende des 16. Jahrhunderts und nahm zuletzt auch Bürgerliche und Jungen auf.

### Äbtissinnen

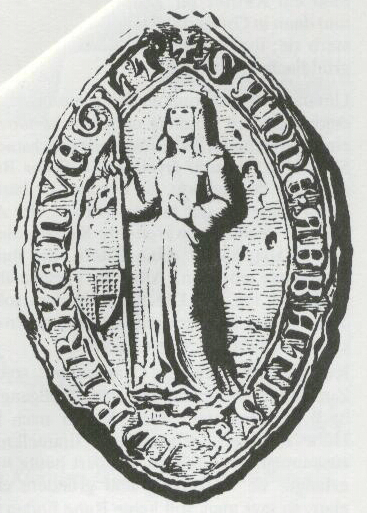
Siegel der Anna von Nürnberg, Äbtissin 1370–1383

Listen der Äbtissinnen von Kloster Himmelkron stellten 1739 Johann E. Teichmann und 1925 Pfarrer Theodor Zinck auf. Beide nannten 16 Äbtistinnen und begannen ihre Liste mit Agnes von Weimar-Orlamünde.
Es gibt spärliche Hinweise auf weitere Äbtissinnen, ihre Namen sind zum Teil ungesichert. So konnte Wieland in einer Urkunde vom 27. Juni 1401 eine „Lawke“ und eine „Leukardis“, die nach pfarramtlicher Registratur der Katharina von Schaumberg nachfolgte, nennen. In der Gründungsphase des Klosters ist davon auszugehen, dass vor der minderjährigen Agnes bereits eine weitere Äbtissin oder Verwalterin tätig war. Ähnlich der Überlieferung der Gründerzeit des Klosters Hof könnte die Fokussierung auf Agnes als letztes Glied des Familienverbandes entstanden sein. Wieland nennt aus einer Urkunde des Klosters Sonnefeld vom 15. September 1287 eine „Rihze“ und für 1357, also nach dem Tode der Agnes, eine „Reitzgk II.“
Die Äbtissinnen stammten aus lokalen Adelsgeschlechtern, den herrschenden Grafen von Orlamünde und den ihnen gefolgten Burggrafen von Nürnberg. Damit gibt es Parallelen zur Entwicklung des nahegelegenen Klarissenklosters Hof, siehe Liste der Äbtissinnen von Hof.
| Nr. | Name                          | Amtszeit  | Anmerkung | Wappen         |
| --- | ----------------------------- | --------- | --- | -------------- |
| 01  | Agnes von Weimar-Orlamünde    | bis 1354  | Agnes stammte aus der Familie der Grafen von Weimar-Orlamünde. Sie war eine Tochter Ottos III. (IV.), des Stifters des Klosters. Ihr Epitaph befindet sich in der Kirche. | Familienwappen |
| 02  | Kunigunde von Nothaft         | bis 1370  | Kunigunde, auch Katharina genannt, stammte aus der Familie von Nothaft. | Familienwappen |
| 03  | Anna von Nürnberg             | 1370–1383 | Anna stammte aus der Familie der fränkischen Hohenzollern. Sie war die Tochter des Nürnberger Burggrafen Johann II., der von den Grafen von Orlamünde die Herrschaft auf der Plassenburg und damit auch das von ihnen gegründete Kloster übernahm. Ihre Mutter war Elisabeth von Henneberg († 1377), Tochter von Berthold VII. Anna war zuvor Äbtissin im Kloster Birkenfeld. Ihr Epitaph befindet sich in der Kirche.                             | Familienwappen |
| 04  | Ruth von Mosbach-Lindenfels   | nach 1383 | Ruth stammte aus der Familie Mosbach-Lindenfels. | Familienwappen |
| 05  | Agnes von Wallenroth          | bis 1409  | Agnes stammte aus der Familie von Wallenroth. Ihr Epitaph befindet sich in der Kirche. | Familienwappen |
| 06  | Katharina Förtsch von Thurnau | 1409–1410 | Katharina stammte aus der Familie der Förtsch von Thurnau. | Familienwappen |
| 07  | Katharina Rieter              | 1410      | Katharina stammte aus der Familie der Rieter. Sie starb unmittelbar nach ihrer Ernennung. | Familienwappen |
| 08  | Katharina von Schaumberg      | 1410–1411 | Katharina stammte aus der Familie von Schaumberg. | Familienwappen |
| 09  | Longa von Kotzau              | 1411–1428 | Nach dem Genealogen Alban von Dobeneck stammte Longa aus einem Zweig der Familie von Kotzau, der in Rehau und Leimitz begütert war und von ihrem Vater Goßwein begründet wurde. Eine weitere Äbtissin des Geschlechtes war Katharina von Kotzau im nahegelegenen Klarissenkloster Hof. | Familienwappen |
| 10  | Adelheid von Plassenberg      | 1428–1460 | Adelheid stammte aus der Familie von Plassenberg. Ihr Epitaph befindet sich in der Kirche. | Familienwappen |
| 11  | Elisabeth von Künsberg        | 1460–1484 | Elisabeth stammte aus der Familie von Künsberg. Sie entwickelte eine rege Bautätigkeit, darunter die Errichtung des Kreuzganges. Ihr Epitaph befindet sich in der Kirche. | Familienwappen |
| 12  | Margareta von Zedtwitz        | 1484–1499 | Margareta stammte aus der Familie von Zedtwitz. Ihr Epitaph befindet sich in der Kirche. | Familienwappen |
| 13  | Magdalena von Wirsberg        | 1499–1522 | Magdalena stammte aus der Familie von Wirsberg. Eine Inschrift mit ihrem Familienwappen und dem Wappen der Redwitz zeugt im Innenhof des Klosters von ihrer Bautätigkeit von 1516. Ihr Epitaph befindet sich in der Kirche. | Familienwappen |
| 14  | Ottilia Schenk von Siemau     | 1522–1529 | Ottilia stammte aus der Familie der Schenk von Siemau. Ihr Epitaph befindet sich in der Kirche. | Familienwappen |
| 15  | Apollonia von Waldenfels      | 1529–1543 | Apollonia stammte aus der Familie von Waldenfels. | Familienwappen |
| 16  | Margarethe von Döhlau         | 1543–1569 | Margarethe, die letzte Äbtissin des Klosters Himmelkron, stammte aus dem Adelsgeschlecht von Dölau. Mit Äbtissin Veronika von Dölau war die Familie von Dölau auch im nahegelegenen Klarissenkloster Hof vertreten. Da Margarethe und mit ihr das gesamte Kloster zum Protestantismus übergetreten war, stellt ihr Epitaph in der Kirche sie mit einem Kruzifix als Zeichen des neuen Bekenntnisses an Stelle des bisher üblichen Krummstabes dar. | Familienwappen |

Von den Nonnen sind nur wenige namentlich bekannt. Sie stammten wie die Äbtissinnen zu einem guten Teil ebenfalls aus den Adelsgeschlechtern der näheren Umgebung. Häufig ist die Familie von Guttenberg vertreten, Dobeneck und Feilitzsch sind mit je einer Person nachweisbar.

### Spätere Nutzung

Das Schloss zu Himmelkron, 1890

Die Abteikirche wurde 1590 protestantische Pfarrkirche. Die Klostergebäude dienten den Bayreuther Markgrafen als Jagdschloss Himmelkron. Vor allem unter Markgraf Christian Ernst wurde es ausgebaut und dabei der Kreuzgang teilweise zerstört. Markgraf Georg Wilhelm ließ den barocken Roten-Adler-Saal anlegen, der von der Gemeinde Himmelkron für Trauungen und Konzerte benutzt wird.
1893 gründeten Diakonissen aus Neuendettelsau unter Leitung von Pfarrer Langheinrich ein „Heim für schwachsinnige Mädchen“ in Himmelkron. Heute sind im Kloster und auf dem umliegenden Gelände ein Wohnheim, eine Tagesstätte und eine Werkstatt für Menschen mit Behinderung untergebracht. Träger ist die Diakonie Neuendettelsau.
Der ehemalige Nonnenchor wurde als Stiftskirchenmuseum eingerichtet.

### Sagen
Das Kloster Himmelkron ist mit der Sage von der Weißen Frau verbunden, die eine Burgherrin der Plassenburg gewesen sein und ihre beiden Kinder ermordet haben soll. Nach einer Version der Sage soll sie als Buße das Kloster Himmelkron (nach anderer Überlieferung Kloster Himmelthron) gegründet und dessen erste Äbtissin geworden sein. Nach einer anderen Version bestand das Kloster bereits, und die ermordeten Kinder sollen dort begraben sein. Kaspar Brusch, der Verfasser der ältesten schriftlichen Darstellung der Sage, will die Gräber der beiden Kinder im Kloster Himmelkron selber gesehen haben.

## Kirche

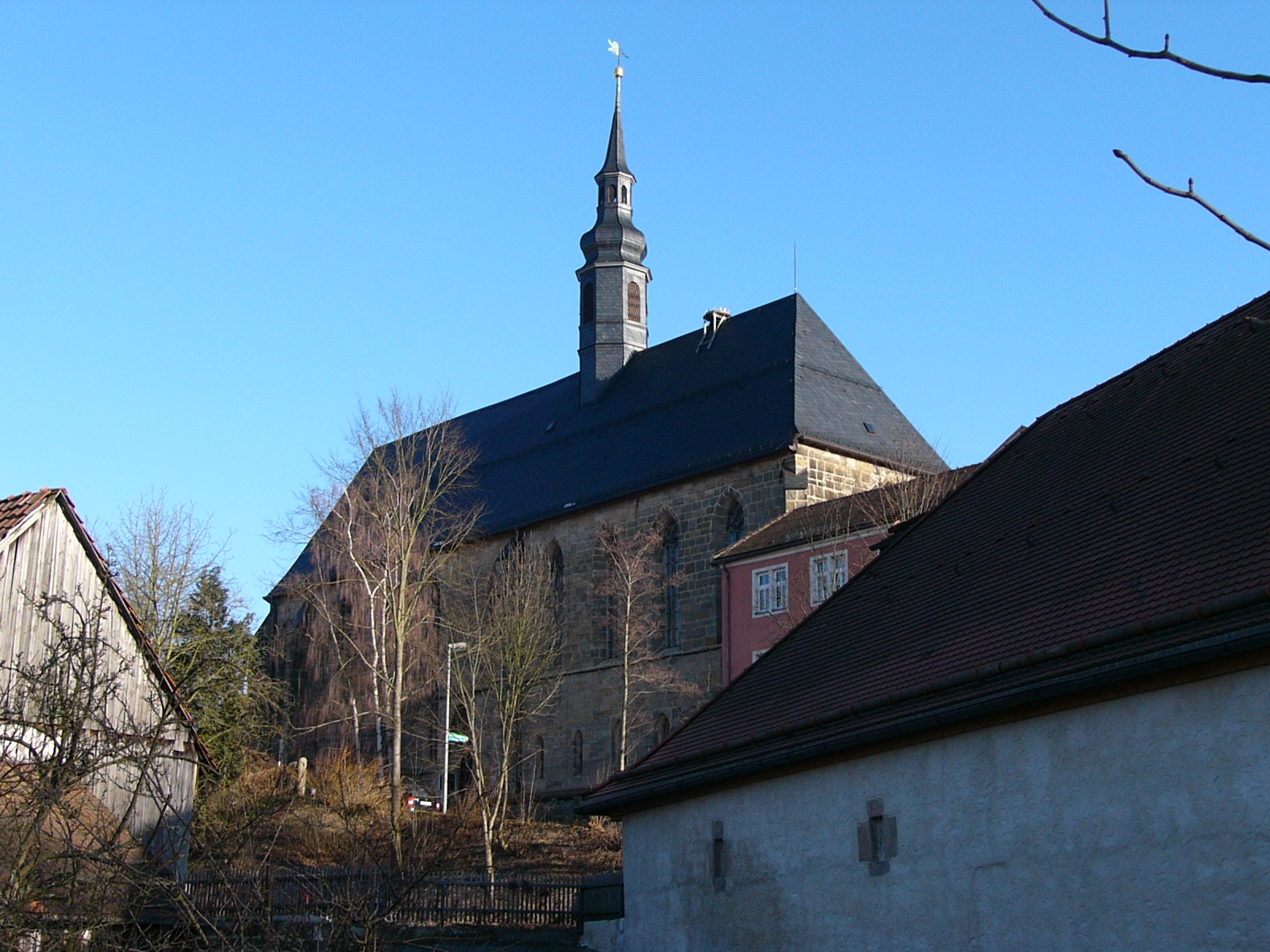
Stiftskirche Himmelkron

### Äußeres
Die gotische Klosterkirche St. Maria wurde an der höchsten Stelle innerhalb des Ortes errichtet und überragt das Dorf und die übrige Klosteranlage. Nach den Ordensregeln hatte die verhältnismäßig kleine Kirche ein schlichtes Äußeres und statt eines Turms einen Dachreiter erhalten.
Trotz der barocken Überformung in der Markgrafenzeit sind die gotischen Stilelemente des Baus deutlich erkennbar. Außen ist eine bauliche Besonderheit erkennbar: Auf den Altarraum und das Langhaus im Osten, die sich über die gesamte Höhe der Kirche erstrecken, folgt in der Westhälfte ebenerdig eine Gruft und darüber der Nonnenchor. Dies ist von außen daran erkennbar, dass sich im Ostteil (links vom Eingangsportal an der Nordseite) der Kirche die Spitzbogenfenster über die gesamte Höhe der Kirche ziehen, während der Westteil (rechts vom Eingangsportal) durch ein Gesims horizontal gegliedert ist. Unter dem Gesims befinden sich sieben niedrigere Spitzbogenfenster, die zur Gruft gehören, darüber fünf höhere Spitzbogenfenster des Nonnenchores.

### Stiftskirche – Pfarrkirche

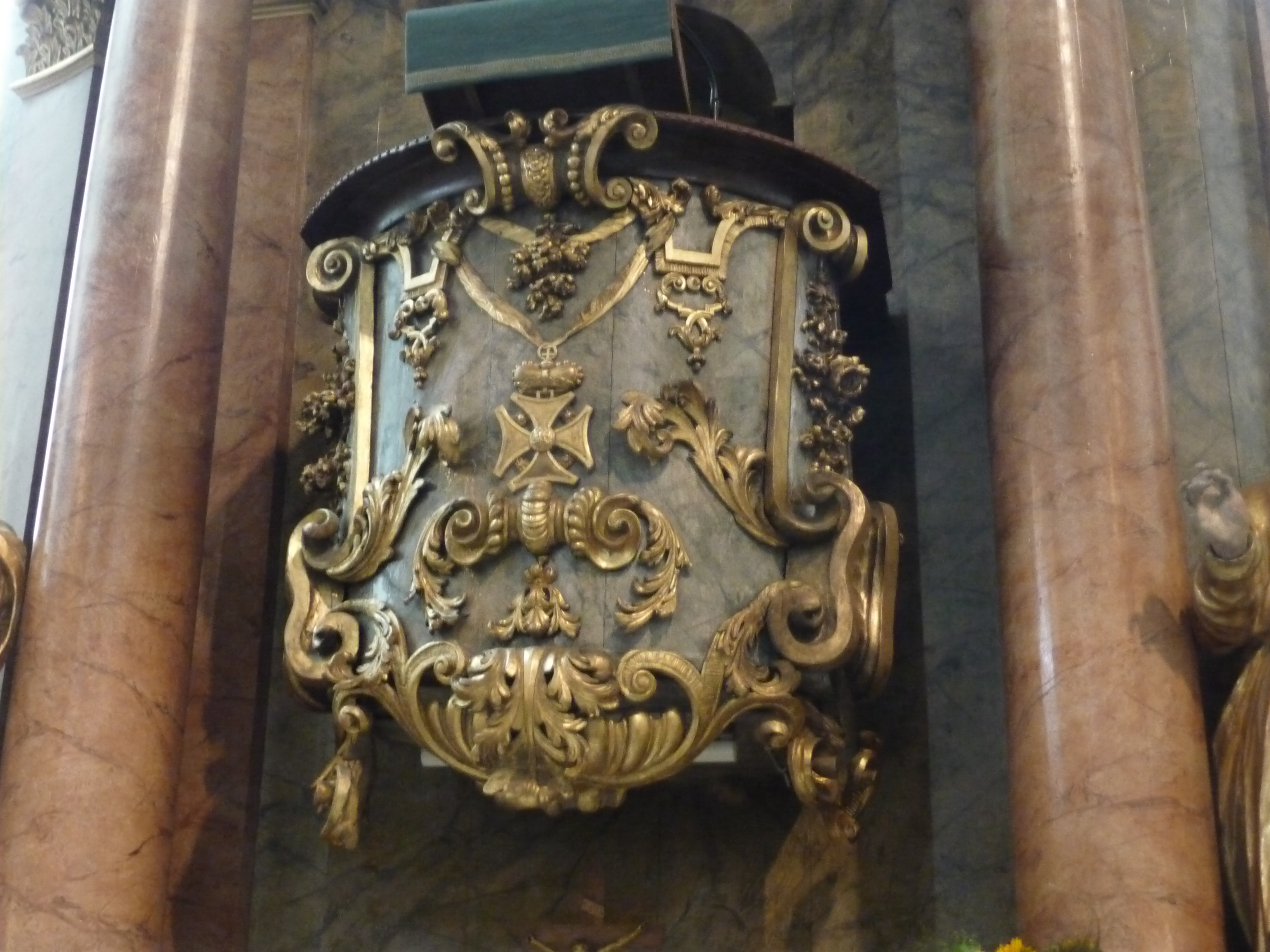
Kanzel im barocken Kanzelaltar

Ab 1698 baute der norditalienische Architekt Antonio della Porta die Kirche grundlegend um. Die Umgestaltung, die aufgrund der neuen lutherischen Formprinzipien vorgenommen wurde, ist in die Stilrichtungen des Barocks und des Rokokos einzuordnen. In einer lokalen Ausprägung zeigt sich der beginnende Markgrafenstil. Die Fenster wurden erweitert, der ursprüngliche gotische Wimperg am Hauptportal wurde beseitigt, an die Stelle einer Marienfigur trat das markgräfliche Wappen, eine Ölberggruppe am äußeren Chor wurde entfernt. Die flache Decke des Langhauses wurde gewölbt, die zweistöckige Empore errichtet (es war die erste Kirchenempore, bei der die Säulen durchgehend vom Boden bis zum zweiten Stock reichen) und der Boden nivelliert. Im Jahr 1718 wurde der Kanzelaltar gefertigt.
Im Altarraum geben vereinzelte Spuren Hinweise auf die frühere Ausgestaltung der Kirche. Das mittlere Chorfenster weist eine Glasmalerei aus dem 14. Jahrhundert auf. Der Rest einer Wandmalerei aus dem 15. Jahrhundert stellt das Schweißtuch der Veronika dar. Anfang der 1990er Jahre fand man bei Restaurierungsarbeiten im Boden des Chores weitere Steinplatten mit Fresken, die im Stiftskirchenmuseum ausgestellt sind. Dazu gehört auch eine figürliche Darstellung, die schon längere Zeit im Kreuzgang an der Wand befestigt ist. Ebenfalls aus der Klosterzeit stammen die Piscina hinter dem Altar und ein Kruzifix aus der Zeit um 1470.

### Gruft – Ritterkapelle

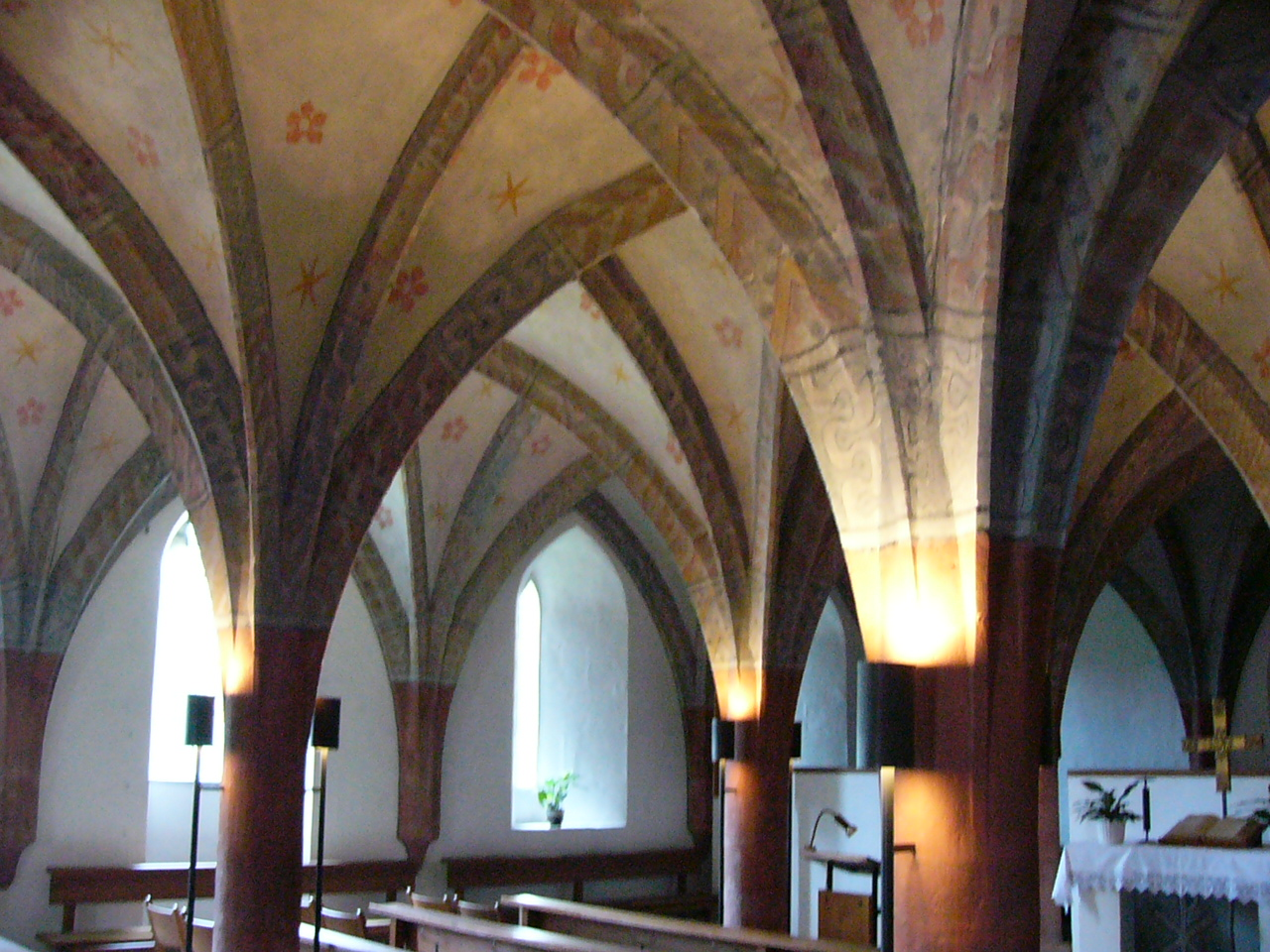
Ritterkapelle

Der ebenerdige Teil im Westen der Kirche war wohl ursprünglich als Grablege der Grafen von Orlamünde angelegt. Erhalten ist die Tumba des Klosterstifters Otto III. (IV.) von Orlamünde († 1285). Außerdem sind dort Sarkophage einiger Markgrafen des Fürstentums Bayreuth aus dem Hause Hohenzollern aufgestellt. Deshalb wurde die Gruft als „Fürstengruft“ bezeichnet. Es stehen dort:
- der Sarkophag des Markgrafen Georg Friedrich Karl († 1735),
- der Sarkophag des Prinzen Christian Heinrich († 1708, in Himmelkron beigesetzt 1738),
- der Sarkophag des Prinzen Albrecht Wolfgang (gefallen 1734, beigesetzt 1742) und
- der Sarkophag des Markgrafen Friedrich Christian († 1769).

Heute wird die Gruft Ritterkapelle genannt und als Andachtsraum für die Behindertentagesstätte benutzt. Ein kleiner, an das Langhaus angrenzender Bereich mit den Sarkophagen der Markgrafen ist durch eine nicht bis zur Decke reichende Trennwand abgeteilt. Der größte Teil des Raumes dient Andachten und Zeremonien und ist entsprechend ausgestattet. Das Gewölbe schließt mit kunstvoll gestalteten Schlusssteinen ab, die Wappen der lokalen Adelsfamilien in abgerundeter Form und andere farbige Ornamente, darunter auch ein Pentagramm, als Motiv haben.

### Nonnenchor – Stiftskirchenmuseum
Im Nonnenchor und in einem benachbarten Raum des ehemaligen Klosters, dem Johannesstübchen, befindet sich seit 1987 das Stiftskirchenmuseum. Dort sind unter anderem Textilien und liturgische Geräte des 16. bis 18. Jahrhunderts ausgestellt, außerdem befindet sich dort eine Ölberggruppe aus der Klosterzeit und ein Altarschrein. Es werden auch einst als Wandschmuck verwendete bemalte Steinplatten gezeigt, die später als Bodenplatten in der Klosterkirche dienten.

### Epitaphien

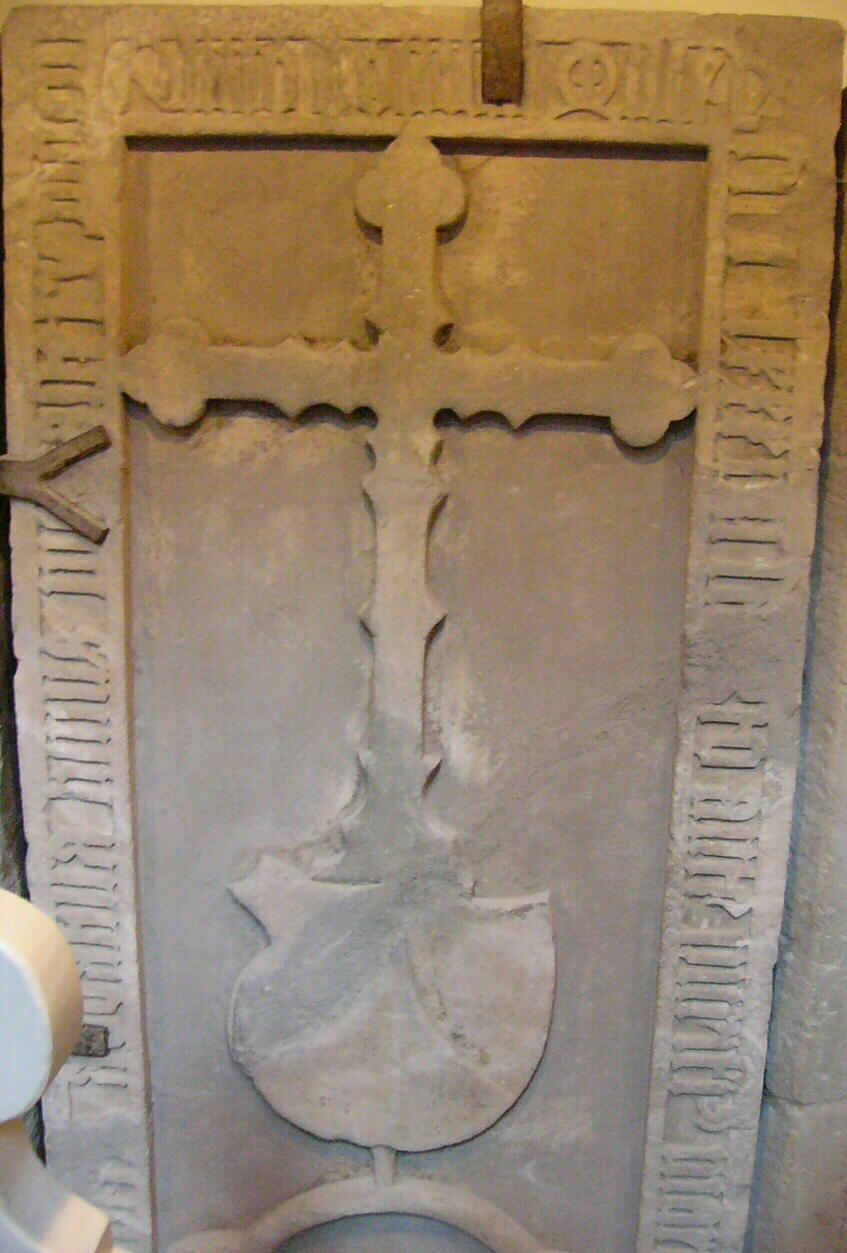
Epitaph der Elisabeth von Künsberg

Neben anderen Epitaphien vor allem des 17. und 18. Jahrhunderts, darunter solche für Lehrer und Pfarrer, sind Grabdenkmäler der Grafen von Orlamünde und auch von niederadeligen, oft reichsfreien fränkischen Rittern erhalten geblieben. Von der Grablege der Orlamünder Grafen sind insgesamt vier Epitaphien vorhanden. Der unbekannte Künstler der aufwendigen Orlamünder Grabdenkmäler wird Wolfskeelmeister genannt. Etliche Äbtissinnen wurden im Kloster bestattet, neun Epitaphien von ihnen sind in der Kirche aufgestellt. Auch unter dem Kirchenfußboden befinden sich weitere Epitaphien, von denen genauere Beschreibungen vorhanden sind. Als Fundament einer Säule dient beispielsweise das Epitaph der Margarethe von Wiesenthau mit den elterlichen Wappen Wiesenthau und Sparneck.

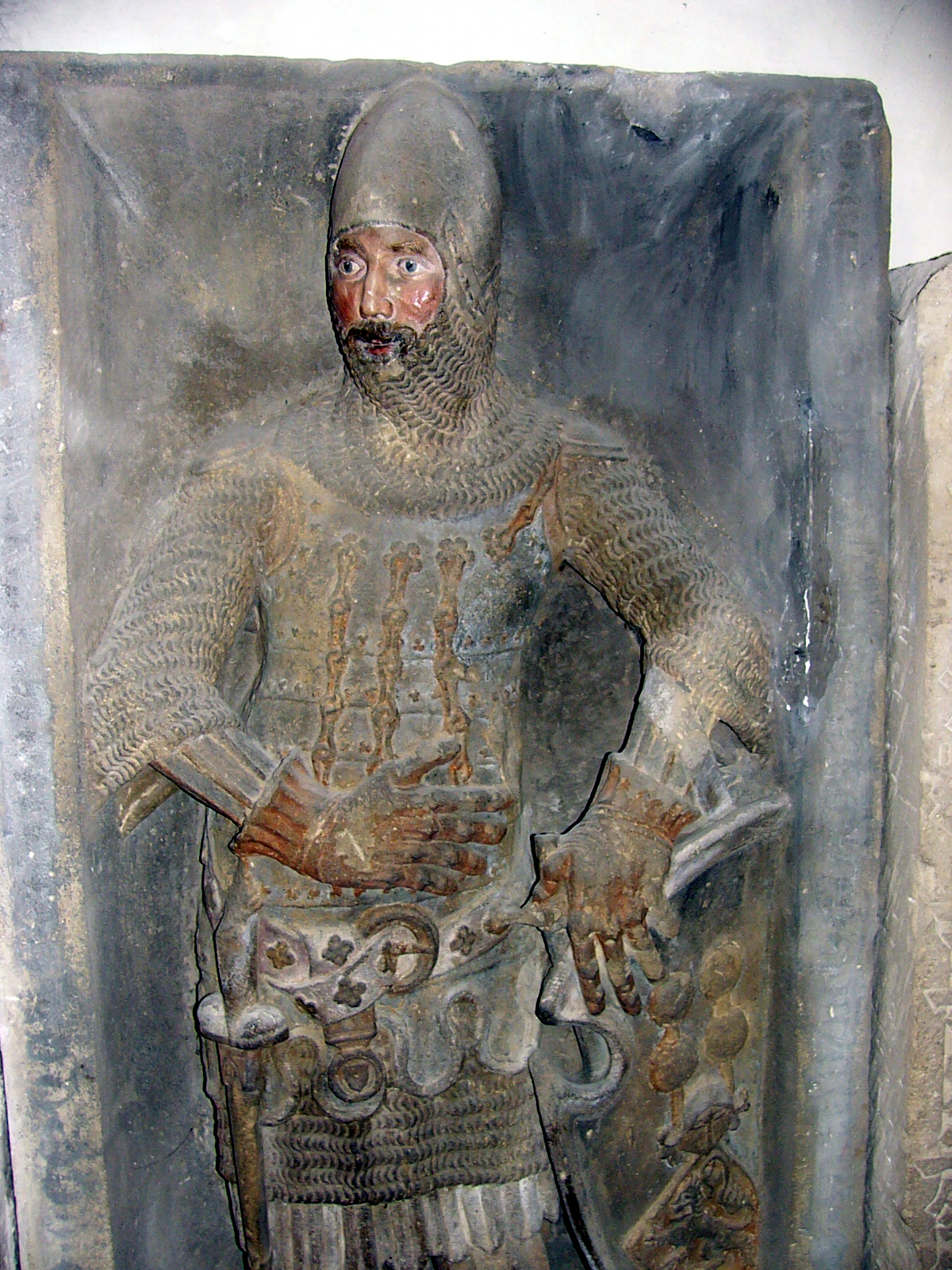
Epitaph Ottos VI. (VII.) von Orlamünde

#### Äbtissinnen
1. Epitaph der Agnes von Weimar-Orlamünde
2. Epitaph der Anna von Nürnberg († 1383)
3. Epitaph der Agnes von Wallenroth († 1409)
4. Epitaph der Adelheid von Plassenberg († 1460)
5. Epitaph der Elisabeth von Künsberg († 1484)
6. Epitaph der Margareta von Zedtwitz († 1499)
7. Epitaph der Magdalena von Wirsberg († 1522)
8. Epitaph der Ottilia Schenk von Siemau († 1529)
9. Epitaph der Margarethe von Döhlau († 1569)

#### Lokaladel und früher Hochadel
1. Ältestes Epitaph der Kirche mit zwei Wappenschilden (Einhorn, Triskele, vermutlich Waldenfels – Rabensteiner zu Döhlau, 13. Jahrhundert)
2. Epitaph eines Grafen von Hirschberg (um 1280)
3. Epitaph eines Ritters Förtsch von Thurnau (um 1300)
4. Epitaph für Graf Otto VI. (VII.) von Orlamünde († 1340)
5. Epitaph eines unbekannten Grafen von Orlamünde (um 1360)
6. Epitaph für Ritter Hans von Künsberg († 1470)
7. Epitaph für Ritter Heinrich von Künsberg († 1473)
8. Epitaph für Ursula von Wirsberg († 1510) mit Wappen der Wirsberg und Biberern
9. Epitaph für Ritter Sebastian von Wirsberg zu Glashütten († 1523)
10. Epitaph für Ritter Sigmund von Wirsberg († 1543)
11. Epitaph mit Wappen Streitberg/Wallenrode (1965 aus der Ritterkapelle geborgen)

## Kreuzgang

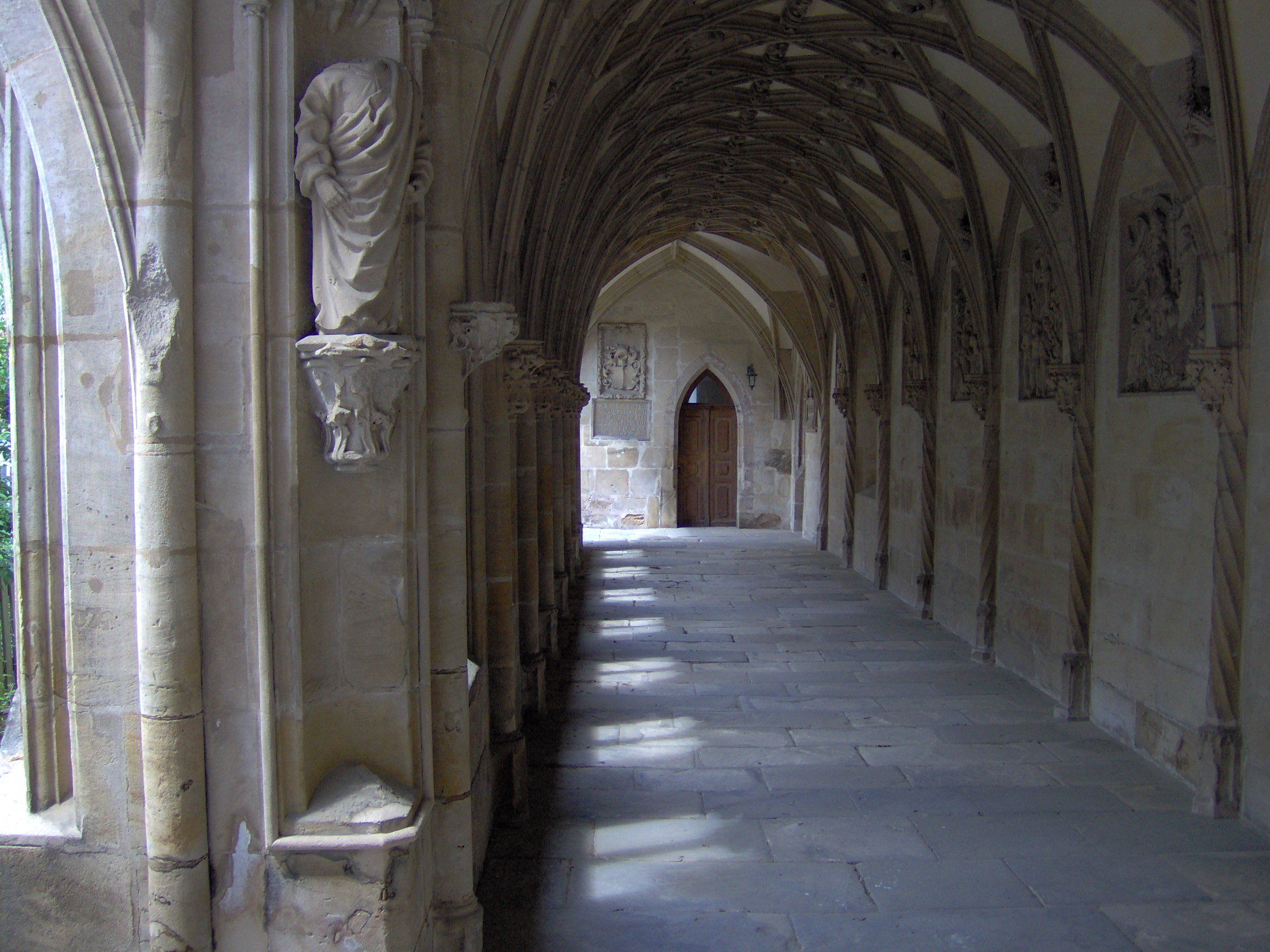
Der erhaltene Flügel des Kreuzganges

An die südliche Außenmauer der Stiftskirche schließt sich im ehemaligen Innenhof des Klosters ein erhaltener Flügel des gotischen Kreuzgangs an.
Der Grundstein für den Kreuzgang wurde am 30. Juli 1473 auf Initiative der Äbtissin Elisabeth von Künsberg gelegt. Um 1750 wurde mit der Beseitigung des Kreuzganges begonnen. Drei Kreuzgangflügel fielen der Spitzhacke zum Opfer. Der damalige Pfarrer setzte sich beim Markgrafen persönlich für die Erhaltung des Kreuzganges ein und konnte so den noch bestehenden Flügel schützen. Jedoch wurden 1835 Steinfiguren aus dem Kreuzgang verkauft, und nur einer Nachlässigkeit ist es zu verdanken, dass eine Prophetenfigur beim Abtransport vergessen wurde. In den Jahren 1886 bis 1890 und von 1959 bis 1969 wurde der Kreuzgang restauriert.

### Sandsteinreliefs

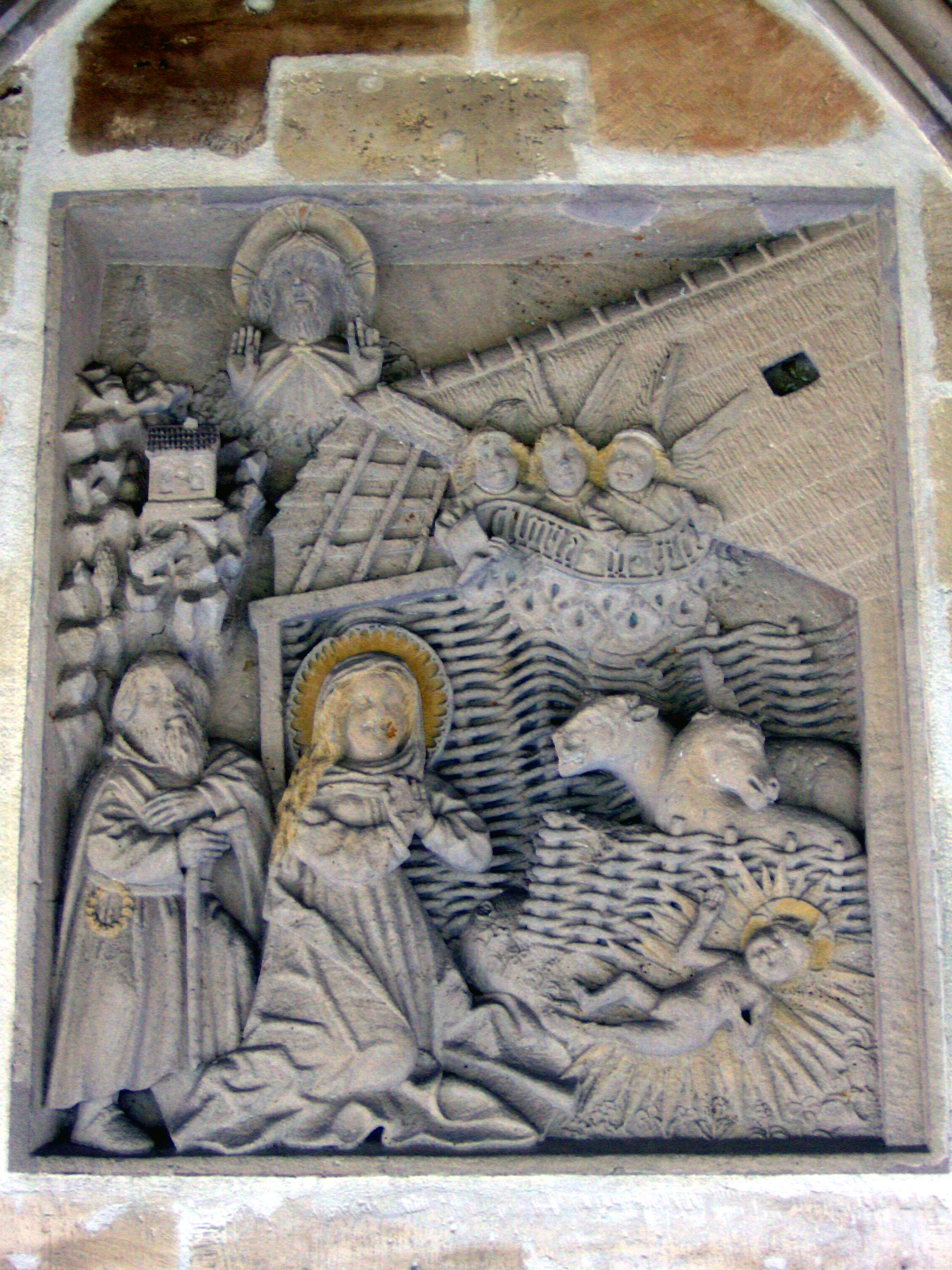
Christi Geburt auf einer Sandsteinreliefplatte

Im westlichen Eckjoch des Kreuzgangs erinnern ein Sandsteinrelief mit Wappen und eine Tafel an die Erbauung des Kreuzgangs unter Elisabeth von Künsberg. In die Nordwand des Kreuzgangs, die gleichzeitig die Außenwand der Stiftskirche bildet, sind sieben weitere Reliefs aus Sandstein eingelassen, die den Nonnen zum Meditieren dienten. Dargestellt sind Kernaussagen des christlichen Glaubens, wie sie im Credo (Glaubensbekenntnis) aller christlichen Konfessionen enthalten sind: die Schöpfung, die Verkündung an Maria, die Geburt Christi, seine Kreuzigung, Auferstehung und Himmelfahrt. Die Werke entstanden 1460–1470 und hatten wahrscheinlich Holzschnitte als Vorlagen, die nur wenig älter waren. Es gibt ähnliche Darstellungen auch an anderen Orten. Im östlichen Eckjoch befindet sich die Darstellung Jesu als Schmerzensmann.

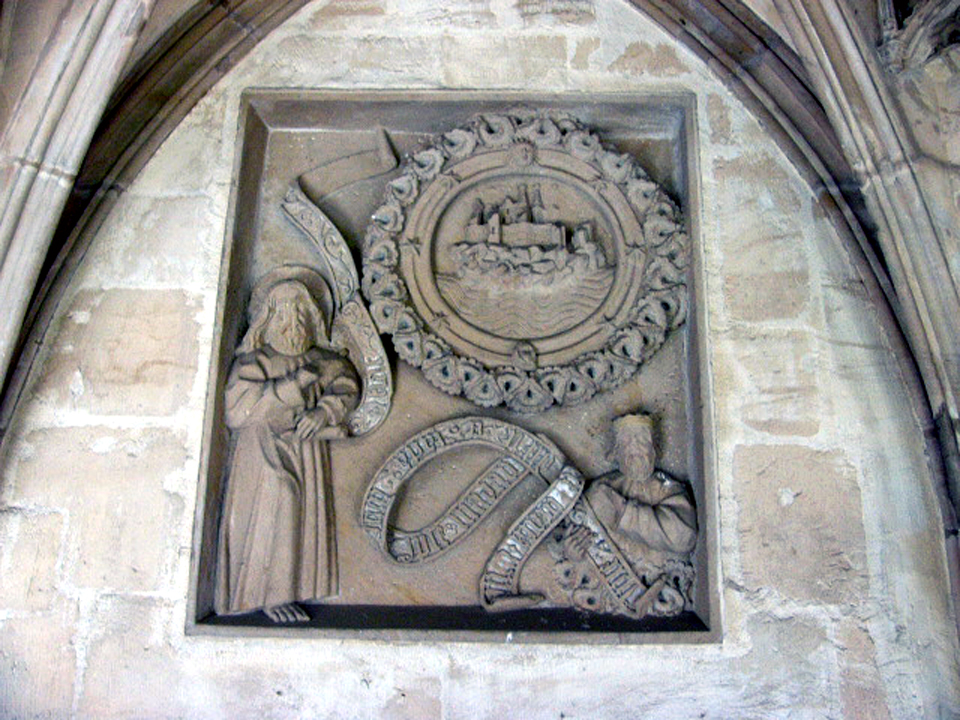
Sandsteinrelief mit Darstellung der Schöpfung

In dem Sandsteinrelief mit der Darstellung der Schöpfung steht links Gott als Erschaffer der Welt. „Fiat“ (es werde, es geschehe, es sei geschaffen) spricht er laut lateinischem Spruchband. Der gekrönte Mann rechts unten weist mit der Hand auf Gott und seine Schöpfung und spricht laut Spruchband, das wie oft bei Steinmetzarbeiten, Abkürzungen verwendet: „Ipse dixit et facta sunt, ipse ma[n]dav[it] et creata sunt“ (er sprach, und es geschah; er befahl, und es wurde geschaffen, aus Psalm 33, Vers 9 im Alten Testament). Im Mittelalter nahm man an, dass König David die Psalmen dichtete, deshalb ist er wahrscheinlich die abgebildete Person. Oben ist die von Gott geschaffene Welt in symbolischer Verdichtung und Abkürzung zu sehen, so, wie man sie sich nach dem damals gültigen vor-kopernikanischem, geozentrischen Weltbild vorstellte, denn die Darstellungen entstanden wahrscheinlich schon um 1460/70. In der Mitte ist die Scheibe der vom Menschen bewohnten Erde, für die symbolisch eine Stadt (siehe auch Himmlisches Jerusalem) steht. Auf eine exakte räumliche Darstellung legte der Bildhauer keinen Wert, es ging ihm um Symbolik, um eine Glaubensaussage, deshalb ist die Stadt bzw. die Erdscheibe von der Seite zu sehen, ebenso das Weltmeer, das sie umgibt und der Menschenwelt eine Grenze setzt. Die Erde und damit auch der Mensch standen im Mittelpunkt des Weltalls, das man sich als mehrere, zuletzt als neun konzentrische (Glas-)Kugeln vorstellte, auf denen sich die Planeten bewegten, während auf der äußersten die Fixsterne befestigt waren (siehe auch Kosmologie des Mittelalters). Dahinter endete die Welt, die Schöpfung, und begann die Sphäre Gottes. Das Relief gibt den Sternenhimmel sehr vereinfacht wieder: als zwei Kreise mit der Sonne und dem Mond sowie sechs Sterne.

### Gewölbe

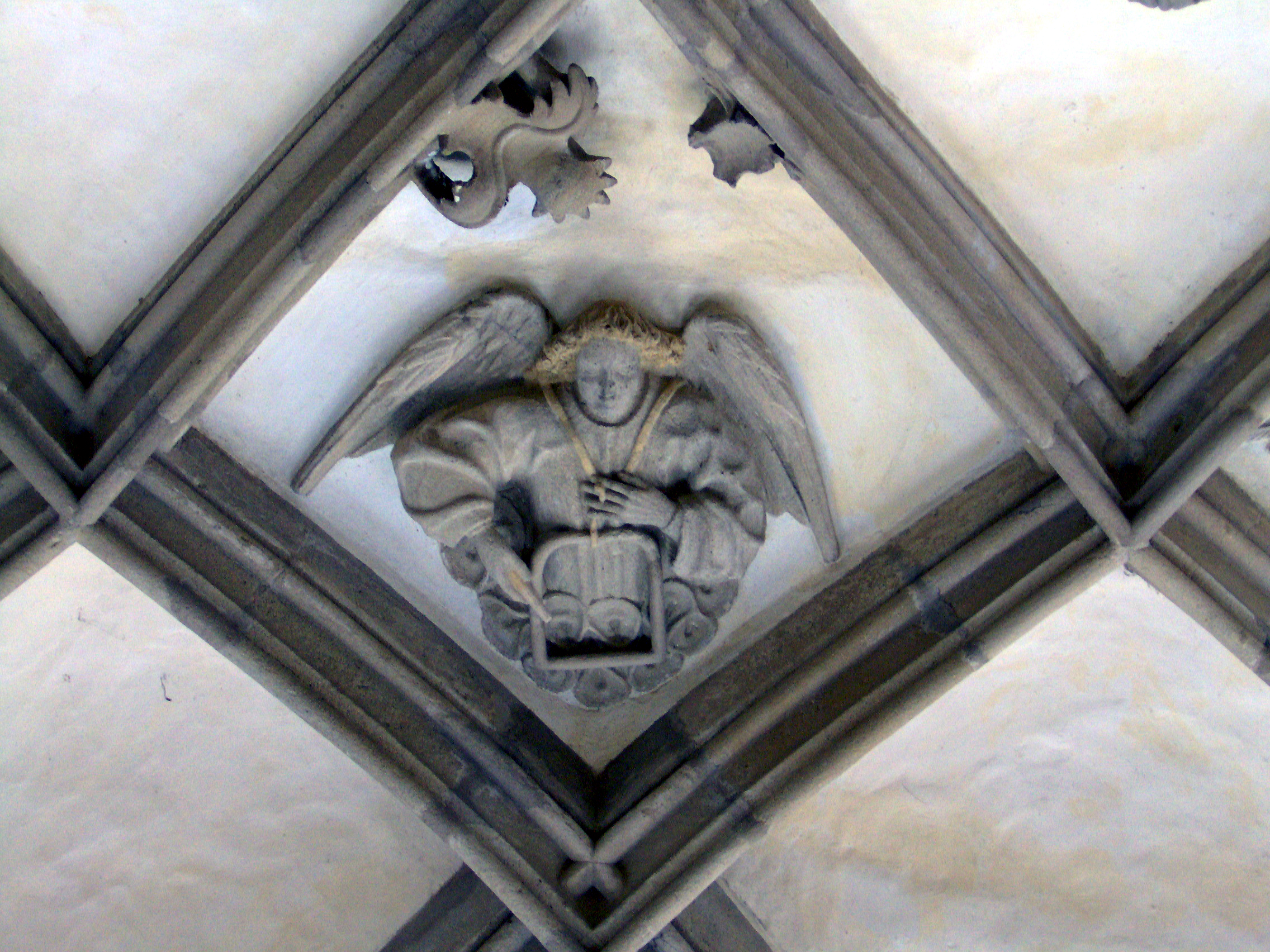
Musizierender Engel in einem Netzfeld des Gewölbes

Das Tonnengewölbe über dem Kreuzgang mit seinem aufgelegten Netzrippenwerk umfasst sieben Joche zwischen zwei Eckjochen. In Feldern zwischen den Rippen sind 26 Engel dargestellt, von denen 19 auf verschiedenen Instrumenten musizieren. Die Musikinstrumente orientieren sich dabei an der Thematik der Sandsteinreliefs, so wird z. B. in Höhe der Darstellung der Hölle die Glocke geschlagen, um böse Geister zu verjagen. Die dargestellten, zum Teil heute nicht mehr gebräuchlichen, Musikinstrumente sind Monochord, Einhandflöte mit Tabor, Portativ, Laute, Psalterium, Fidel, Trumscheit, Triangel, Gefäßrasseln, Schalmei, Zugtrompete, Pauken, Signalhorn, Handglocke, Hackbrett, Drehleier, Harfe und Sackpfeife. Ein Instrument nach dem Engel mit der Laute ist nicht mehr erkennbar. Als Abschluss ist König David mit einer Krone dargestellt, ihm gegenüber der Prophet Jesaja. Ihre Spruchbänder geben das Motto des Engelskonzerts wider. Übersetzung: „Lobe ihn mit Pauken und Reigen.“ (Ps. 140,4) und „Jauchze und lobsinge …“ (Jes. 12,6) Ein himmlischer Chor also, der wohl, wie Meissner vermutet, Bezug nimmt auf den Namen des Klosters.

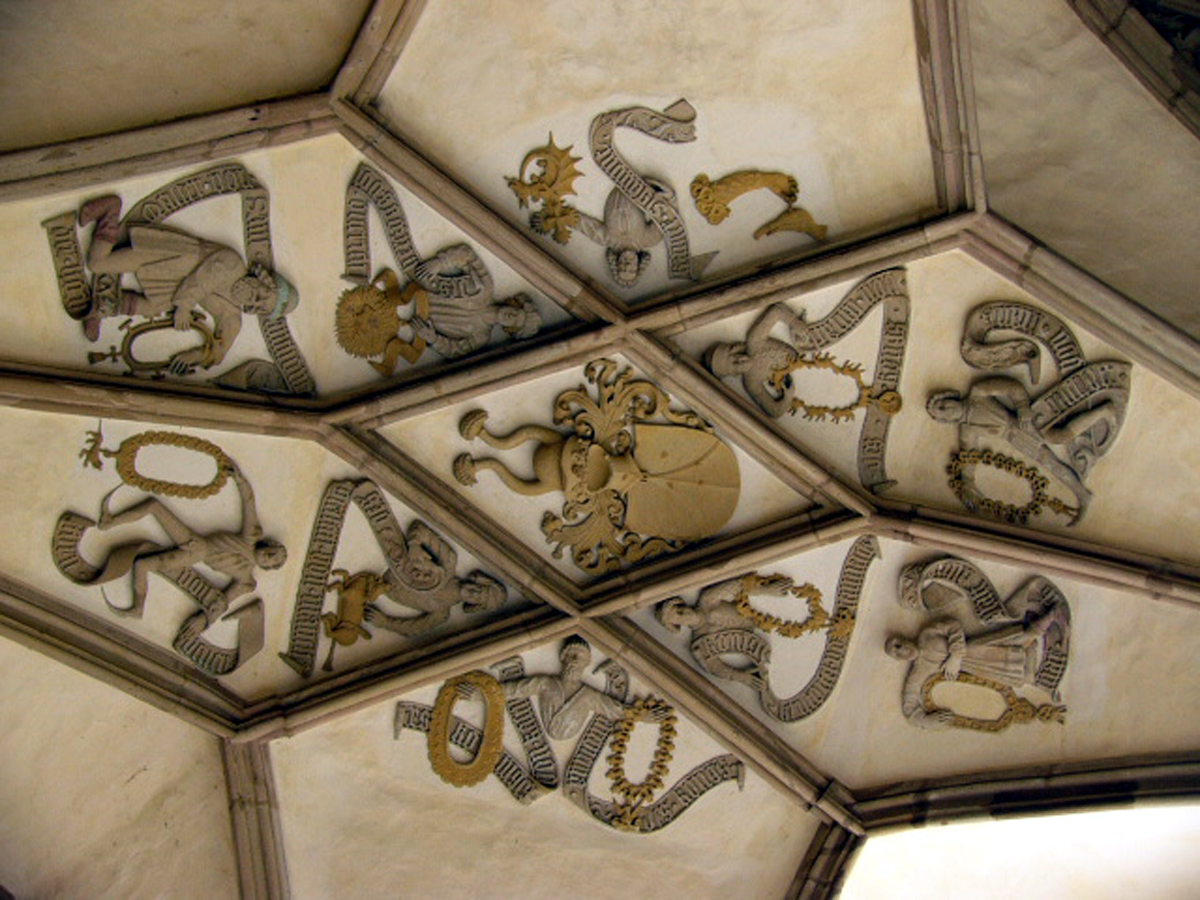
Künsberger Wappen und Ordenszugehörigkeiten in einem Eckjoch

Am Ende des Kreuzganges ist im Deckengewölbe das Wappen eines von Künsberg angebracht, umgeben von 16 Darstellungen, die Ordenszugehörigkeiten symbolisieren. Nach dem aktuellen Forschungsstand von Werner Bergmann handelt es sich um Ordenszugehörigkeiten eines männlichen Familienmitglieds aus dem Hause Künsberg. Diese Person stand in engster familiärer Beziehung zur Äbtissin Elisabeth und war einflussreicher Gefolgsmann der Markgrafen. Die 16 Ordenszeichen zeigen Verbindungen in den gesamten europäischen Raum auf, darunter Spanien, Dänemark und Ungarn. Unter den Ordendarstellungen sind die Gesellschaft des Königs von Spanien, der Schwertbrüderorden, die Gesellschaft des Bischofs von Mainz (wahrscheinlich von Diether von Isenburg), der Schwanenorden der Markgrafen von Brandenburg, die Gesellschaft König Christophs III., der dänische Elefanten-Orden, die Gesellschaft des Grafen von Mantua (wahrscheinlich Ludovico Gonzaga), der Drachenorden, die Gesellschaft vom Adler (begründet von Herzog Albrecht V. von Österreich), die Gesellschaft des Herzogs von Österreich, der Schuppenorden, der Kannenorden, die Gesellschaft Fürst von Hessen, die Gesellschaft des Königs von England, die Gesellschaft des Königs von Navarra und die Gesellschaft des Hochmeisters von Sankt Antonius. Jeder Orden ist durch eine Figur repräsentiert, den Ordensherold, der das Ordensband mit Ordensmedaillon hält und mit einem Spruchband versehen ist, auf dem jeder Orden mit seinem ursprünglichsten Namen steht.

### Teufelsboden
Der sogenannte Teufelsboden oberhalb des Kreuzgangs zeigt Tiergestalten aus Sandstein, die nach mittelalterlichem Glauben böse Geister fernhalten sollten. Auch existiert die Sage von einer Nonne, die dort oben lebendig eingemauert worden sein soll.

## Klostergebäude

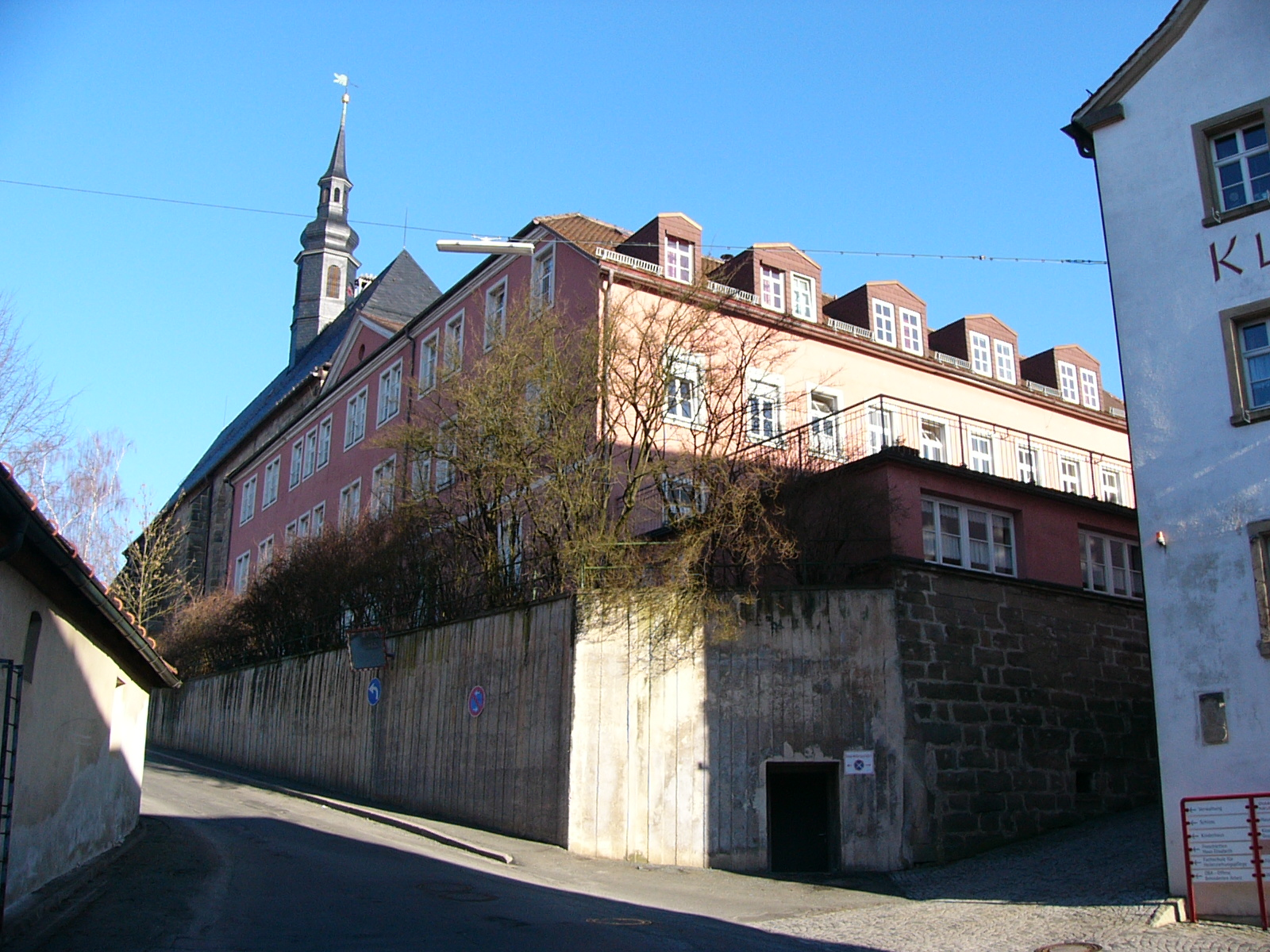
Außenansicht von Nordwest

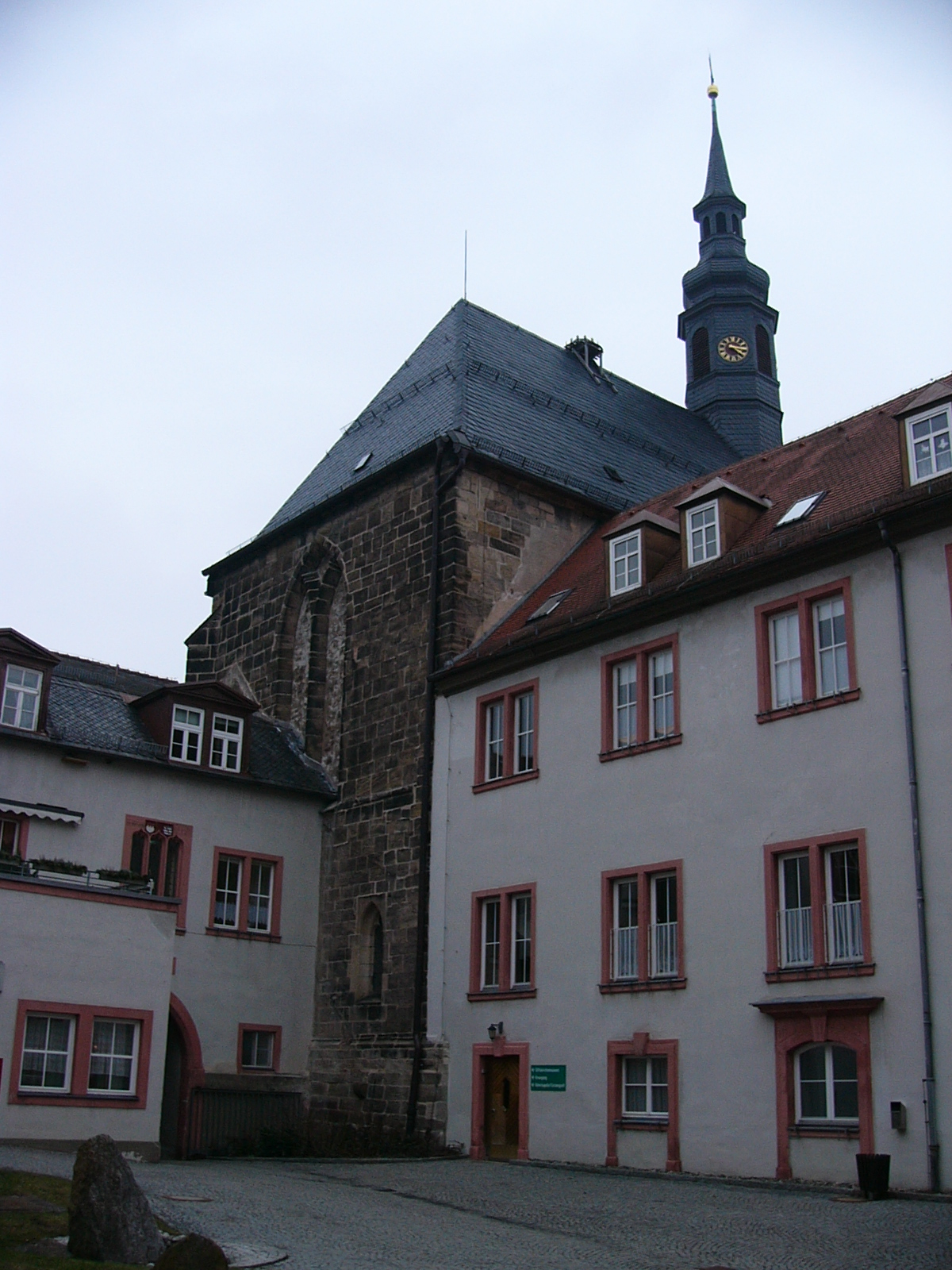
Nordecke des Unteren Hofs

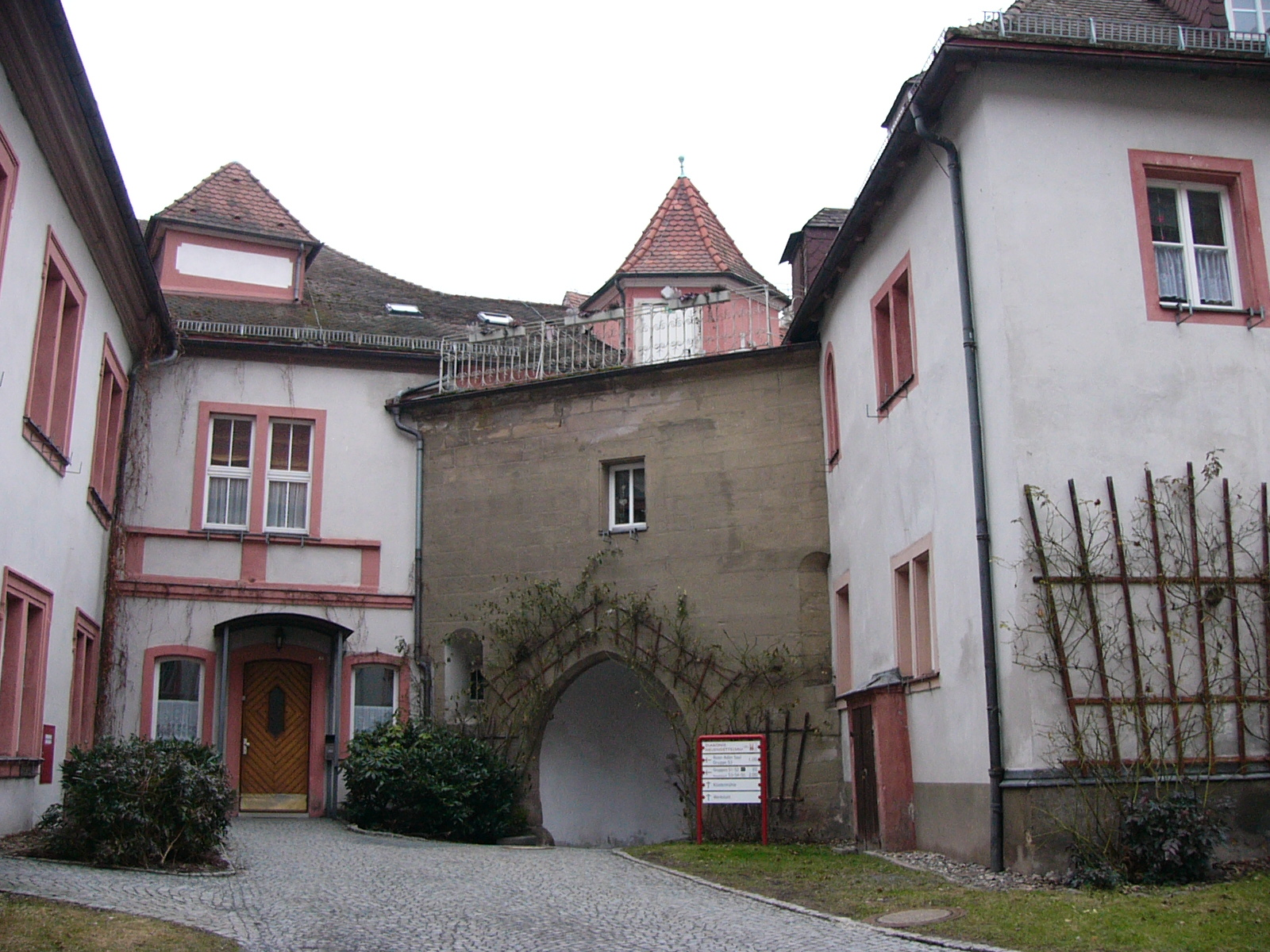
Südecke des Unteren Hofs

Die ehemaligen Klostergebäude, die im 16. bis 18. Jahrhundert weitgehend erneuert wurden, gruppieren sich um zwei Innenhöfe.
Ausgangspunkt des Klosterbaus ist der heutige Obere Hof, in den ähnlich der ursprünglichen Anlage des Klosters Sonnefeld die Stiftskirche nördlich in das Klosterviereck eingefügt ist. Unter der Äbtissin Elisabeth von Künsberg wurde darin der Kreuzgang errichtet, von dem nur ein Flügel erhalten geblieben ist.
Der deutlich größere Untere Hof wurde beginnend mit Bauten der Äbtissin Magdalena von Wirsberg bis in die Markgrafenzeit erst nach und nach annähernd geschlossen ausgebaut. Die lange Bauphase erklärt den unregelmäßigen Grundriss und die offene Randbebauung des Hofes. Die Nutzung der Baulichkeiten als Jagdschloss führte in der Markgrafenzeit im Süden des zweiten Hofes zur Errichtung eines weiteren langgezogenen Gebäudetraktes, in dem sich der Rote-Adler-Saal befindet.